# OnStyle
OnStyle ist ein südkoreanischer Kabelfernsehsender, der zu CJ E&M gehört. Der Sender startete am 2. Februar 2004.